# Хрватска на Светском првенству у воденим спортовима 2011.
Хрватска је учествовала на Светском првенству у воденим спортовима 2011. у Шангају, у Кини. Такмичили су се у даљинском пливању, пливању и ватерполу са укупно 23 такмичара (21 мушкарац и 2 жене).
Према освојеним медаљама Хрватска је у укупном пласману делила 27 место са Украјином.

## Учесници по спортовима
| Спорт            | Мушкарци | Жене | Укупно |
| ---------------- | -------- | ---- | ------ |
| Даљинско пливање | 2        | 1    | 3      |
| Пливање          | 6        | 1    | 7      |
| Ватерполо        | 13       | 0    | 13     |
| Укупно(3)        | 21       | 2    | 23     |

## Освајачи медаља
| Медаља | Име | Спорт     | Дисциплина   | Датум    |
| ------ | --- | --------- | ------------ | -------- |
|        | Јосип Павић Дамир Бурић Михо Бошковић Никша Добуд Маро Јоковић Петар Муслим Франо Карач Андро Бушље Сандро Сукно Самир Бараћ (кап) Фран Пасквалин Пауло Обрадовић, Иван Буљубашић | Ватерполо | Мушки турнир | 30. јули |

## Даљинско пливање

### Мушкарци
| Пливач         | Дисциплина | Финале       | Финале            | Детаљи |
| Пливач         | Дисциплина | Време        | Пласман / бр. уч. | Детаљи |
| -------------- | ---------- | ------------ | ----------------- | ------ |
| Јосип Солдо    | 10 км      | 2:08:12,9    | 51 / 68           |        |
| Јосип Солдо    | 25 км      | Није завршио | Није завршио      |        |
| Томислов Солдо | 10 км      | 2:12:30,2    | 57 / 68           |        |
| Томислов Солдо | 25 км      | Није завршио | Није завршио      |        |

### Жене
| Пливачица   | Дисциплина | Финале    | Финале            | Детаљи |
| Пливачица   | Дисциплина | Време     | Пласман / бр. уч. | Детаљи |
| ----------- | ---------- | --------- | ----------------- | ------ |
| Карла Шитић | 10 км      | 2:02:29,6 | 17 / 56           |        |
| Карла Шитић | 25 км      | 5:37:49.8 | 12 / 23           |        |

## Пливање
Пливачку репрезентацију Хрватске представљало је 7 пливача (6 мушкараца и 1 жена)

### Мушкарци
| Пливач          | Дисциплина     | Лич. рек. | Групе   | Групе    | Полуфинале       | Полуфинале       | Финале           | Финале           | Детаљи         |
| Пливач          | Дисциплина     | Лич. рек. | Време   | Плас.    | Време            | Плас.            | Време            | Плас.            | Детаљи         |
| --------------- | -------------- | --------- | ------- | -------- | ---------------- | ---------------- | ---------------- | ---------------- | -------------- |
| Марио Тодоровић | 100 м слободно | 48,77     | 50,16   | 38 / 108 | Није се пласирао | Није се пласирао | Није се пласирао | Није се пласирао | [ мртва веза ] |
| Марио Тодоровић | 50 м делфин    | 23,45     | 24,05   | 20 / 56  | Није се пласирао | Није се пласирао | Није се пласирао | Није се пласирао |                |
| Марио Тодоровић | 100 м делфин   | 52,09     | 53,56   | 33 / 66  | Није се пласирао | Није се пласирао | Није се пласирао | Није се пласирао | [ мртва веза ] |
| Доминик Страга  | 200 м слободно | 1:48,57   | 1:51,35 | 34 / 60  | Није се пласирао | Није се пласирао | Није се пласирао | Није се пласирао | [ мртва веза ] |
| Еразмо Марсанић | 800 м слободно |           | 8:23,53 | 44 / 59  |                  |                  | Није се пласирао | Није се пласирао | [ мртва веза ] |
| Роко Шимунић    | 50 м леђно     | 25,62     | 26,07   | 23/ 43   | Није се пласирао | Није се пласирао | Није се пласирао | Није се пласирао | [ мртва веза ] |
| Ловро Билонић   | 100 м прсно    | 1:02,39   | 1:02,44 | 46 / 83  | Није се пласирао | Није се пласирао | Није се пласирао | Није се пласирао |                |
| Никша Роки      | 200 м мешовити | 2:00,91   | 2:03,89 | 30 / 48  | Није се пласирао | Није се пласирао | Није се пласирао | Није се пласирао | [ мртва веза ] |

### Жене
| Пливачица      | Дисциплина  | Лич. рек. | Групе   | Групе   | Полуфинале        | Полуфинале        | Финале            | Финале            | Детаљи         |
| Пливачица      | Дисциплина  | Лич. рек. | Време   | Плас.   | Време             | Плас.             | Време             | Плас.             | Детаљи         |
| -------------- | ----------- | --------- | ------- | ------- | ----------------- | ----------------- | ----------------- | ----------------- | -------------- |
| Сања Јовановић | 50 м леђно  | 28,05     | 29,03   | 22 / 57 | Није се пласирала | Није се пласирала | Није се пласирала | Није се пласирала | [ мртва веза ] |
| Сања Јовановић | 100 м леђно | 1:00,64   | 1:02,75 | 31 / 52 | Није се пласирала | Није се пласирала | Није се пласирала | Није се пласирала | [ мртва веза ] |

## Ватерполо

### Мушкарци
Ватерполо репрезентација је бројала 13 играча.

## Састав репрезентације на Светско првенству 2011
| Име и Презиме     | Клуб          |
| ----------------- | ------------- |
| Самир Барач (кап) | Приморје      |
| Михо Бошковић     | Вашаш         |
| Иван Буљубашић    | Младост Зареб |
| Дамир Бурић       | Про Реко      |
| Андро Бушље       | Југ           |
| Никша Добуд       | Југ           |
| Фран Пашквалин    | Приморје      |
| Маро Јоковић      | Југ           |
| Франо Карач       | Југ           |
| Петар Муслим      | Младост Зареб |
| Пауло Обрадовић   | Југ           |
| Јосип Павић       | Младост Зареб |
| Сандро Сукно      | Про Реко      |
| Ратко Рудић       | Хрватска      |

## Резултати и пласман

### Група Ц
| Датум Време   | Противник | Резултат                    | Стрелци за Србију                                                                                  | Детаљи                                    |
| ------------- | --------- | --------------------------- | -------------------------------------------------------------------------------------------------- | ----------------------------------------- |
| 18. јул 13,30 | Бразил    | 14 : 5 (5:0, 3:1, 4:3, 2:1) | Бошковић 4, Пашквалин 3, Добуд и Сукно по 2 Муслим, Бушње и Обрадовић по 1                         | Архивирано на веб-сајту (25. јул 2011)    |
| 20. јул 10,50 | Канада    | 11 : 4 (3:1, 3:3, 3:0, 2:0) | Добуд 4, Бошковић 2, Јоковић, Муслим, Карач, Обрадовић, Буљубашић по 1                             | Архивирано на веб-сајту (26. август 2012) |
| 22. јул 10,50 | Јапан     | 18 : 7 (6:1, 2:1, 4:2, 5:3) | Јоковић 3, Бурић, Бошковић, Пашквалин Обрадовић, Муслим и Буљубашић по 2 Карач, Сукни и Барач по 1 | Архивирано на веб-сајту (26. август 2012) |

### Табела групе Ц
| Екипа    | Игр | Поб | Нер | Изг | ДГ | ПГ | ГР  | Бод |
| -------- | --- | --- | --- | --- | -- | -- | --- | --- |
| Хрватска | 3   | 3   | 0   | 0   | 43 | 16 | +27 | 9   |
| Канада   | 3   | 2   | 0   | 1   | 28 | 25 | +3  | 6   |
| Јапан    | 3   | 1   | 0   | 2   | 25 | 40 | -15 | 3   |
| Бразил   | 3   | 0   | 0   | 3   | 25 | 40 | -15 | 0   |

| Датум Време        | Противник    | Резултат                     | Стрелци за Србију                                                  | Детаљи                                      |
| Четвртфинале       | Четвртфинале | Четвртфинале                 | Четвртфинале                                                       | Четвртфинале                                |
| ------------------ | ------------ | ---------------------------- | ------------------------------------------------------------------ | ------------------------------------------- |
| 26. јул 16,40      | Црна Гора    | 9 : 6 (2:2, 2:1, 4:0, 1:3)   | Јоковић 4, Обрадовић 2, Муслим, Сукно и Буљубашић по 1             | Архивирано на веб-сајту (2. септембар 2012) |
| Полуфинале         |              |                              |                                                                    |                                             |
| 28. јул 21,30      | Италија      | 8 : 9 (0:1, 1:2, 3:5, 4:1)   | Бошковић 3, Бурић, Добуд, Јоковић Сукно и Бушље по 1               | Архивирано на веб-сајту (2. септембар 2012) |
| Меч за треће место |              |                              |                                                                    |                                             |
| 30. јул 16,00      | Мађарска     | 12 : 11 (5:2, 3:2, 3:5, 1:2) | Бошковић 4, Буљубашић 3, Бурић, Добуд, Јоковић, Бушље и Сукно по 1 | Архивирано на веб-сајту (2. септембар 2012) |

У коначном пласману Ватерполо репрезентацуја Хрватске је освојила треће место и бронзану медаљу.
Најбољи играч и стрелац (15 голова) репрезентације Хрватске био је Михо Бошковић, који је ушао у састав идеалног тима светског првенства.

## Биланс медаља
| Ранг | Држава   | Злато | Сребро | Бронза | Укупно |
| =27. | Хрватска | 0     | 0      | 1      | 1      |